# 바리 대학교
바리 알도 모로 대학교(이탈리아어: Università degli Studi di Bari Aldo Moro)는 1925년 이탈리아 남부 풀리아주 바리에 설립된 공립 고등교육기관이다.

## 같이 보기
- 국제 의학 입학 시험
- 지속적으로 운영되고 있는 가장 오래된 대학 목록